# Derecho de alimentos
En derecho de familia, el derecho de alimentos, pensión alimenticia o manutención puede definirse como la facultad jurídica que tiene una persona, denominada alimentista o acreedor alimentario, para exigir de otra, denominada deudor alimentario, lo necesario para subsistir. 
Principalmente se da hacia los hijos quienes, al ser incapaces para allegarse de estos por sí mismos, tienen derecho a recibirlos de sus padres.
Otros acreedores alimentarios comunes son los adultos mayores, los discapacitados o el cónyuge o ex cónyuge. Este último tendrá derecho únicamente cuando el juez así lo resuelva tras haber ganado un juicio.
Los alimentos, en derecho de familia, constituyen una de las principales consecuencias del parentesco y una de las fuentes más importantes de solidaridad humana. Los cónyuges y los concubinos están obligados a darse alimentos, de la misma manera que los padres están obligados a dar alimentos a sus hijos, uno de los deberes esenciales de la responsabilidad parental o de la patria potestad, según los países. A falta o por imposibilidad de los padres, la obligación recae en los demás ascendientes por ambas líneas (paterna y materna), que estuvieran más próximos en grado. La obligación de dar alimentos es recíproca, de modo que el que los da tiene a su vez derecho a pedirlos cuando los necesite.
El derecho de alimentos es aquel que la ley otorga a una persona para demandar a otra, para que esta proporcione el sustento (comida), habitación, vestido, salud, movilización, enseñanza básica y media y el aprendizaje de alguna profesión u oficio e incluso recreación, pues este derecho no se limita únicamente a comida.
Puede demandarse por alimentos a: cónyuge, descendientes, ascendentes, hermanos, a la madre del hijo que está por nacer, el donante, cuando la donación fue cuantiosa, etc. En el caso de los alimentos que se deben a los hijos, corresponden hasta los 21 años, en caso de que se encuentre estudiando su primera carrera profesional o técnica, hasta los 28 años.

## ¿Qué incluyen los alimentos?
Los alimentos comprenden la comida, el vestido, la habitación, la atención médica y hospitalaria, los gastos para la educación de los menores y para proporcionarles oficio, arte o profesión adecuados a sus circunstancias personales; la habilitación, rehabilitación y desarrollo en lo posible, cuando se trate de personas con algún tipo de discapacidad o declarados en estado de interdicción, así como la atención geriátrica por lo que hace a las personas mayores.

## Pensión alimenticia
En el derecho de familia, la pensión alimenticia se ampara en la necesidad que puede tener una persona de recibir lo que sea necesario para subsistir, dada su incapacidad de procurárselo solo. Por esta razón, la obligación de dar alimentos no necesariamente termina cuando los hijos alcanzan la mayoría de edad. Dicha obligación recae habitualmente en un familiar próximo (por ejemplo, los padres respecto de los hijos, o viceversa; aunque también puede ser otro familiar directo).
Cuando un juez, mediante sentencia u otra resolución judicial, obliga al pago de cantidades mensuales por este motivo, esta cantidad se denomina pensión alimenticia. Por ejemplo, ese es el caso de la pensión que un progenitor debe pagar al otro que se hace cargo de los hijos, por concepto de manutención de los mismos, ya sea durante su separación o tras el divorcio, o simplemente porque los progenitores no conviven juntos (por ejemplo, hijos extramatrimoniales de padres que nunca han convivido).

### México
El Artículo 4.135 del Código Civil para el Estado de México, marca los aspectos que comprenden los alimentos, "Los alimentos comprenden todo lo que sea necesario para el sustento, habitación, vestido, atención médica y hospitalaria. Tratándose de menores y tutelados comprenden, además, los gastos necesarios para la educación primaria y secundaria del alimentista, así como descanso y esparcimiento. Respecto de los descendientes los alimentos incluyen también proporcionarle algún oficio, arte o profesión adecuados a sus circunstancias personales".
La obligación a dar alimentos se puede satisfacer de dos maneras:
a) mediante el pago de una pensión alimenticia, y b) incorporando el deudor en su casa el acreedor, para proporcionarle los alimentos necesarios en cuanto a comida, vestido, habitación, y asistencia en caso de enfermedad. Prescribe en ese sentido el artículo 309 del Código Civil de la Ciudad de México (antes Distrito Federal): «El obligado a proporcionar alimentos cumple su obligación, asignando una pensión al acreedor alimentista o integrándolo a la familia. En caso de conflicto para la integración, corresponde al juez de lo familiar fijar la manera de ministrar los alimentos, según las circunstancias»

### Ecuador
En el Artículo 127 Innumerado (2) del Código Orgánico de la Niñez y Adolescencia marca los aspectos que comprenden los alimentos ¨El derecho a alimentos es connatural a la relación parento-filial y está relacionado con el derecho a la vida, la supervivencia y una vida digna. Implica la garantía de proporcionar los recursos necesarios para la satisfacción de las necesidades básicas de los alimentarios que incluye:
1. alimentación nutritiva, equilibrada y suficiente;
2. salud integral: prevención, atención médica y provisión de medicinas;
3. educación;
4. cuidado;
5. vestuario adecuado;
6. vivienda segura, higiénica y dotada de los servicios básicos;
7. transporte;
8. cultura, recreación y deportes; y,
9. rehabilitación y ayudas técnicas si el derecho habiente tuviere alguna discapacidad temporal o definitiva.

Además el Artículo 128 Enumerado (3) del Código Orgánico de la Niñez y de la Adolescencia establece que el Derecho de Alimentos presenta varias características: Este derecho es intransferible, intransmisible, irrenunciable, imprescriptible, inembargable y no admite compensación ni reembolso de lo pagado, salvo las pensiones de alimentos que han sido fijadas con anterioridad y no hayan sido pagadas y de madres que hayan efectuado gastos prenatales que no hayan sido reconocidos con anterioridad, casos en los cuales podrán compensarse y transmitirse a los herederos.

#### Trámite para Reclamar el Derecho de Alimentos en Ecuador
Existen dos casos para reclamar la Prestación de Alimentos, es cuando el menor de edad es reconocido legalmente y cuando no lo es, para esos casos se deberán presentar dos formularios diferentes.
De acuerdo al Artículo 6 Enumerado (131), en el inciso 4 establece: Para plantear la demanda no se requerirá del auspicio de abogado. El o la reclamante lo presentarán en el formulario que para este propósito diseñará y publicitará el Consejo de la Judicatura y que podrá ser presentado en el domicilio del demandado o del actor, a elección de este último. Si por la complejidad del caso, el juez/a o la parte procesal considera que es necesario el patrocinio legal, dispondrá la participación de un defensor público o de un defensor privado, respectivamente.
En el caso de que este reconocido ante la ley deberá presentar el "Formulario Único para la Demanda de Pensión Alimenticia" y en el caso de no estar reconocido el "Formulario Único para la Demanda de Declaratoria de Paternidad y Fijación de Pensión Alimenticia, en el que deberá realizarse como prueba fundamental ADN, que de acuerdo el Artículo 136 Innumerado  (11) establece que tendrá un valor probatorio en el juicio.
Asimismo, el Artículo 6 Enumerado (131) nombrado anteriormente, indica en sus incisos anteriores que: estarán legitimados para demandar la prestación del derecho de alimentos a favor de un niño, nila o adolescentes o de las personas de cualquier edad que padezcan de una discapacidad física o mental que les impida hacerlo por sí mismas:
1. La madre o el padre bajo cuyo cuidado se encuentre el hijo o hija y, a falta de ellos, la persona que ejerza su representación legal o quien esté a cargo de su cuidado; y,
2. Los y las adolescentes mayores de 15 años.[6]

El trámite de alimentos por medio del Procedimiento Sumario como lo establece el Código Orgánico General de Procesos (Artículo 332 numeral 3: que se tramitarán por el procedimiento sumario la pretensión relacionada con la determinación de la prestación de alimentos y los asuntos previstos en la ley de la materia y sus incidentes), y seguirá los siguientes pasos:
- Presentación de la demanda (Formulario para Prestación de Alimentos), que incluye el sorteo de la causa, en el que radica la competencia el juez. Así como lo indica el Artículo 141 del Código Orgánico General de Procesos: “todo proceso comienza con la presentación de la demanda”.  como lo indica el
- Calificación a la demanda.
- Citación al demandado.
- Contestación a la demanda.
- Audiencia Única (esta etapa comprende dos fases, así lo manifiesta el Artículo 333 numeral 4, la primera fase de saneamiento, fijación de los puntos de debate y conciliación, y la segunda, en caso de no llevarse a cabo una conciliación, se pasará a la presentación de pruebas y alegatos.[8]

Una vez que se lleven a cabo las fases de la audiencia, sea que se llegue a una conciliación o no, el juez emitirá una resolución en el que se fijará la pensión alimenticia de acuerdo a la Tabla Mínima de Pensiones Alimenticias que elaborará el Ministerio de Inclusión Económica y Social todos los años, así lo describe el Artículo 140 Innumerado (15) del Código de la Niñez y de la Adolescencia.
En el Título V Artículo 14 del Código Orgánico de la Niñez y Adolescencia señala la forma de prestar los alimentos.- 'El juez/a, fijará el pago de la pensión de alimentos y de los subsidios y beneficios adicionales, principalmente, y, si así lo solicitare el alimentario o su representante, a través del depósito de una suma de dinero que deberá efectuarse por mensualidades anticipadas, dentro de los cinco primeros días de cada mes, y, en caso de subsidios y beneficios adicionales, en la fecha señalada para el efecto; en la cuenta que para ello se señale, cuyo certificado de depósito constituirá prueba para demostrar el pago o la falta de a favor de la beneficiaria/o o de quien legalmente lo represente'.

### Perú
A 2022 en el inciso 6 del artículo 648 del Código Procesal Civil se establece que el aporte corresponde entre 20% y 60% del sueldo, según el estado de salud de sus hijos.

## Forma de pensión alimenticia
Una pensión alimenticia provisional es el pago provisional de alimentos que determina el juez, mientras dura el juicio, el cual es obligatorio y permanece hasta que el juez dicte la pensión alimenticia definitiva en la sentencia respectiva, que puede durar meses o incluso años.
Una pensión alimenticia definitiva es el pago que fija el Juez al dar sentencia después de un juicio, y este será de acuerdo con las necesidades de los acreedores, y también a los ingresos y gastos del demandado.
Esta pensión alimenticia definitiva se mantiene hasta que los acreedores cumplan la mayoría de edad (18 años); sin embargo, en caso de estar cursando una carrera universitaria, podrían recibirla hasta concluir sus estudios.
También se le sigue otorgando el derecho de la pensión a los hijos incapaces y discapacitados.

## Monto de la pensión alimenticia
Es importante aclarar que el Juez fija el monto de la pensión alimenticia caso por caso y atendiendo a las necesidades de quien debe recibirla y a las posibilidades de quien debe darla. Por consiguiente, no existe un tabulador o monto fijo que se deba pagar por menor o acreedor alimentario en todos los juicios. 
Una de las tendencias más importantes en materia de pensión alimenticia que permite atender mejor las necesidades de los acreedores, sobre todo de los menores es cambiar la forma con la cual se calcula la pensión. Lo que suele tomarse en cuenta son los ingresos comprobables del deudor, lo que permite que deudores con trabajos informales o que se auto emplean oculten o manifiesten tener menos ingresos para pagar menos de lo que les corresponde; la nueva propuesta, vigente en algunos estados de México, permite calcular la pensión con base en los egresos comprobables del deudor, es decir, en sus gastos, lo que dificulta el ocultamiento y la simulación de su situación económica.

## Forma de pago
Existen los siguientes procedimientos:
- Depositando el dinero en la sección de Alimentos del Tribunal
- Directo al padre o madre custodio
- Solicitando que el patrón retenga el pago del cheque de nómina

En el caso particular del Distrito Federal, la Asamblea Legislativa del Distrito Federal (ALDF) publicó el decreto por el que se reforman y adicionan diversas disposiciones de los códigos Civil y Penal locales, respecto al Registro de Deudores Alimentarios Morosos y las sanciones por incumplimiento a esas obligaciones.

## Incumplimiento en el pago de la pensión alimenticia
En el caso particular de la Ciudad de México, la Asamblea Legislativa del Distrito Federal (ALDF) publicó un decreto por el que se reforman y adicionan diversas disposiciones de los Códigos Civil y Penal locales, para crear un Registro de Deudores Alimentarios Morosos y establecer las sanciones por su incumplimiento. El documento publicado en la Gaceta Oficial detalla que a quien incumpla con su obligación de dar alimentos a las personas que tienen derecho se le impondrán de tres a cinco años de prisión y de 100 a 400 días multa y suspensión o pérdida de los derechos de familia, así como el pago como reparación del daño a las cantidades no suministradas con oportunidad. 

## Normativa

### Unión Europea
En la Unión Europea se rige por el Reglamento (CE) n.º 4/2009, basado en el Protocolo de La Haya de 23 de noviembre de 2007, sobre la ley aplicable a las obligaciones alimenticias. La entrada en vigor del indicado reglamento fue en fecha 18 de junio de 2011. Según el mismo, la jurisdicción competente para decidir en materia de obligaciones alimentarias es:
- la jurisdicción del lugar de residencia habitual del demandado o el acreedor, o
- la jurisdicción competente para examinar una acción en materia de estado de las personas (un divorcio, por ejemplo) o de responsabilidad parental, cuando esté asociada una demanda relativa a una obligación alimentaria (siempre que esta competencia no se base únicamente en la nacionalidad de una de las partes).